# Institut für Weltwirtschaft und internationale Beziehungen
Das Institut für Weltwirtschaft und internationale Beziehungen (russisch ИМЭМО) ist ein Wirtschaftsforschungsinstitut in Moskau.
Das Institut wurde 1956 als Nachfolgeorganisation eines von Eugen Varga geleiteten Instituts gegründet. Es gehört zur Russischen Akademie der Wissenschaften und publiziert die wissenschaftliche Monatszeitschrift Mirowaja ekonomika i meschdunarodnje otnoschenija.

## Bekannte Mitarbeiter
- Georgi Arbatow, Politologe
- George Blake, sowjetischer Spion
- Boris Fjodorow, Finanzminister
- Igor Iwanow, Außenminister
- Alexander Jakowlew, sowjetischer Reformer
- Wladimir Lukin, Politiker
- Jewgeni Primakow, Außenminister und Ministerpräsident